# SOL BIANCA
『SOL BIANCA』（ソルビアンカ）は、1990年にNECアベニュー、日本コンピュータシステム（NCSメサイヤ）より製作されたOVA。1991年には『ソルビアンカ2』も製作された。

## 概要
シリーズとしては多くの伏線が残されているが続刊はなく全二作で未完であり、1999年のOVA『太陽の船 ソルビアンカ』は本作のリメイクに近いため続編ではない。2000年には、上記の2作を収録したDVDがパイオニアLDCより発売されている。

## 登場人物

### ソルビアンカ
フェブ・ファール
声 - 松岡洋子
エイプリル・ビカーク
声 - 佐久間レイ
ジュン・アシェル
声 - 渕崎ゆり子
ジャアニ・マン
声 - 高山みなみ
メイヨ・ジェシカ
声 - 伊藤美紀

### その他の人物
リム・デラパス
声 - 浪川大輔
メラニオン・デラパス
声 - 玄田哲章
リンド
声 - 西村知道
ゲバンス
声 - 納谷六朗
バトロス
声 - 青野武
ゴメス
声 - 郷里大輔
ユーリー・シュラーバ
声 - 池田秀一
ハンター
声 - 梅津秀行

## あらすじ
ソルビアンカ1
女性5人が乗り込む宇宙海賊船ソルビアンカは、貨物船を襲撃する。
貨物船の中には、惑星トゥレスへ行くために密航していた少年リムがいた。5人は、銀河最大の秘宝「黄金の箱」の情報と引き換えにリムをトゥレスに送っていく。
惑星トゥレスの二重惑星ウノでは、リムの父親が独裁政治によって多くの人々を苦しめていた皇帝バトロスの打倒を掲げて反乱を起こしていた。5人はリムの母星を守るために力を貸す。
ソルビアンカ2
ソルビアンカの5人は、高エネルギー結晶体“パーシャ”をめぐり宇宙海賊ゴメス組と強奪戦を繰り広げた。
パーシャを奪い取ったソルビアンカだったが、ゴメス組から船体にカプセル弾を打ち込まる。カプセル弾から侵入してきたロボット・ウォームによりソルビアンカ号は機能を停止してしまった。

## スタッフ
- 企画 - 三浦亨
- 監督 - 秋山勝仁（#1）、林宏樹（#2）
- キャラクターデザイン - 恩田尚之
- メカニックデザイン&プロダクションデザイン - 竹内敦志
- 脚本 - 関島眞頼（#1）、鎌田秀美（#2）
- 演出 - 林宏樹（#1）
- 作画監督 - 恩田尚之、竹内敦志、新井浩一（#1）
- 美術監督 - 池田繁美（#1）、宮前光春（#2）
- 色彩設定 - 金丸ゆう子（#1）、中村栄里（#2）
- 撮影監督 - 小西一廣
- 編集 - 掛須秀一（#1）、西出栄子（#2）
- 音楽 - 平野融（#1）、軒上恒星（#2）
- 音響監督 - 岩浪美和
- プロデューサー - 五十嵐雅夫（#1）、坂井誠郎（#1）、松田明生（#2）、志村邦敏（#2）、三浦亨
- 制作 - AIC
- 製作 - 日本コンピュータシステム、NECアベニュー

## 主題歌
エンディングテーマ
「負けないで（サントラ・ヴァージョン）」（1）
作詞・作曲・編曲 - 安岡孝章 / 歌 - NAO　
先に発売されていたシングルとNAOのアルバムに収録の同曲を本作用にアレンジしたもの。サントラ・ヴァージョンはショートサイズの意味ではない。
「少年の瞳」（2）
作詞・歌 - ASAO / 作曲・編曲 - 軒上恒星

## 映像ソフト・サウンドトラック・ゲームソフト
『SOL BIANCA』
VHS（N11V-7）・S-VHS（N12V-8）・Beta（N11X-7）・レーザーディスク（N60-L13）。
レーザーディスクにのみ作品データを収録した、NECPC-9800シリーズ対応5インチフロッピーディスクが特典として添付。
発売元・NECアベニュー、販売元・ポニーキャニオン。
『SOL BIANCA2』
VHS（NAVN-10001）・S-VHS（NAVN-10002）・レーザーディスク（NALN-10001）。
前作同様レーザーディスクにのみPC-9800シリーズ対応5インチフロッピーディスクの特典が添付。
発売元・NECアベニュー、販売元・ポニーキャニオン。
『オリジナル・アニメビデオ「ソルビアンカ」サウンドトラック　ソルビアンカ〜黄金の宇宙船〜』
CD（N29C-43）
発売元・NECアベニュー、販売元・日本コロムビア。
『オリジナル・アニメビデオ「ソル・ビアンカII」サウンドトラック　ソル・ビアンカII〜ゴメスの逆襲〜』
CD（NACL-1017）
発売元・NECアベニュー、販売元・日本コロムビア。
『SF RPG ソル・ビアンカ』
PCエンジンCD-ROM2（NSCD-0002）
発売元・日本コンピュータシステム（NCSメサイヤ）。
『ソルビアンカ』
DVD（PIBA-1137）
発売・販売元・パイオニアLDC

## 未完
DVD同梱のライナーノーツでは、2話に登場したユーリーの脇にいる少女はソルビアンカ号のジュンにあたる存在で（ただし、ジュンの存在についても伏線がはられただけで劇中未消化の部分が多い）彼の艦がソルビアンカと同シリーズの船であること、そのような艦が合計12隻ありユーリーが残りの艦を探していること、初期の設定では太陽（ソルビアンカの「ソル」）にまつわる12という数字がキーワードになっており、ユーリー（ドイツ語の7月「Juli」）を含めた主要人物のネーミングが月名になっていることが伏線であることが明かされている。
監督両名は「12の点と点を結ぶ、12の次元にいる存在が集合してひとつの大きなものができる」というアイデアがあり、かつそのように構想が大きく未完になってしまったことについて「性格的に『裏にあるもの、成り立ち』というものがないとお話が考えられない」「欲がでちゃった」などとそれぞれ語っているが、ハッキリとした経緯については言及していない。インタビュアーは1,2巻を指して「未完のエピローグ」という表現を使用しており、企画が継続していれば少なくとも数巻の続刊がでていたことをうかがわせる内容になっている。